# British Aircraft Corporation
British Aircraft Corporation («Бри́тиш Э́ркрафт Корпоре́йшен», BAC) — британская авиастроительная компания, сформированная под давлением правительства Великобритании путём слияния English Electric Aviation Ltd., Vickers-Armstrongs, Bristol Aeroplane Company и Hunting Aircraft в 1960 году, учредители получили пакеты 40 %, 40 % и 20 % соответственно. В свою очередь, BAC получила акционерный капитал их авиастроительных филиалов и спустя несколько месяцев приобрела 70 % акций Hunting Aircraft.

## История

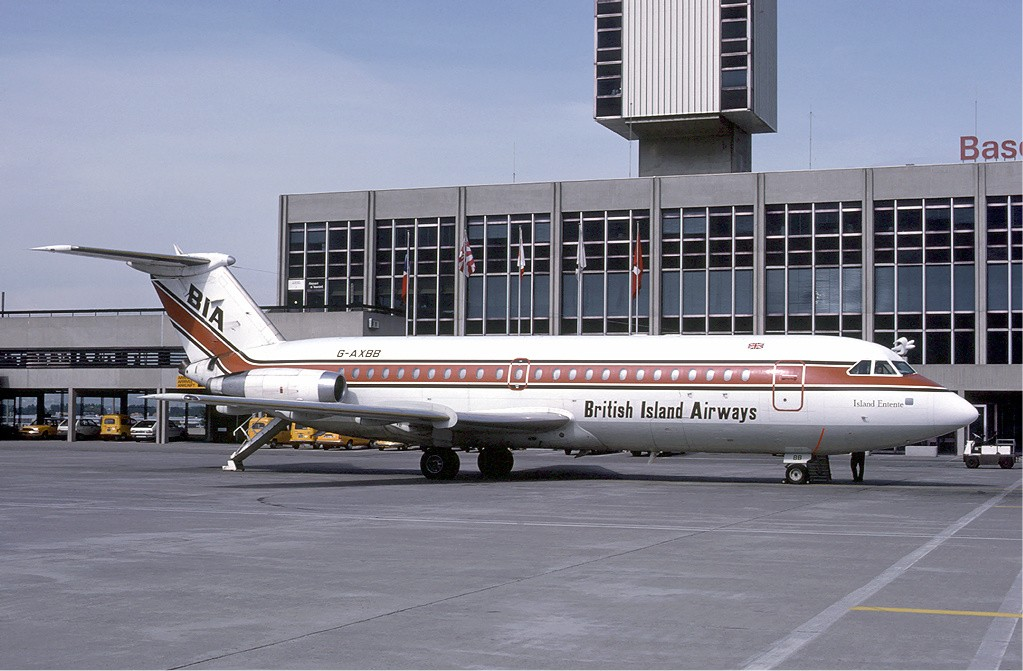
Пассажирский авиалайнер BAC 1-11

BAC создана как результат заявлений правительства Великобритании о том, что оно ожидает консолидации в сфере самолётостроения, разработки управляемого вооружения и двигательной промышленности. Также правительство пообещало простимулировать такой шаг, в том числе выдачей контракта на разработку сверхзвукового ударного самолёта BAC TSR-2 (англ. BAC TSR-2), финансовой поддержкой НИОКР и гарантиями оказания помощи в запуске работ по созданию «перспективных типов гражданских самолетов».
При формировании BAC подразделение по автомобилям компании Bristol Aeroplane Company не участвовало в объединении, а осталось в собственности Сэра Джорджа Уайта, чья семья в 1910 году была основателем British and Colonial Aeroplane Company (позднее ставшей Bristol Aeroplane Company). Эта компания выпускала автомобили под маркой Bristol Cars до 2011 года.

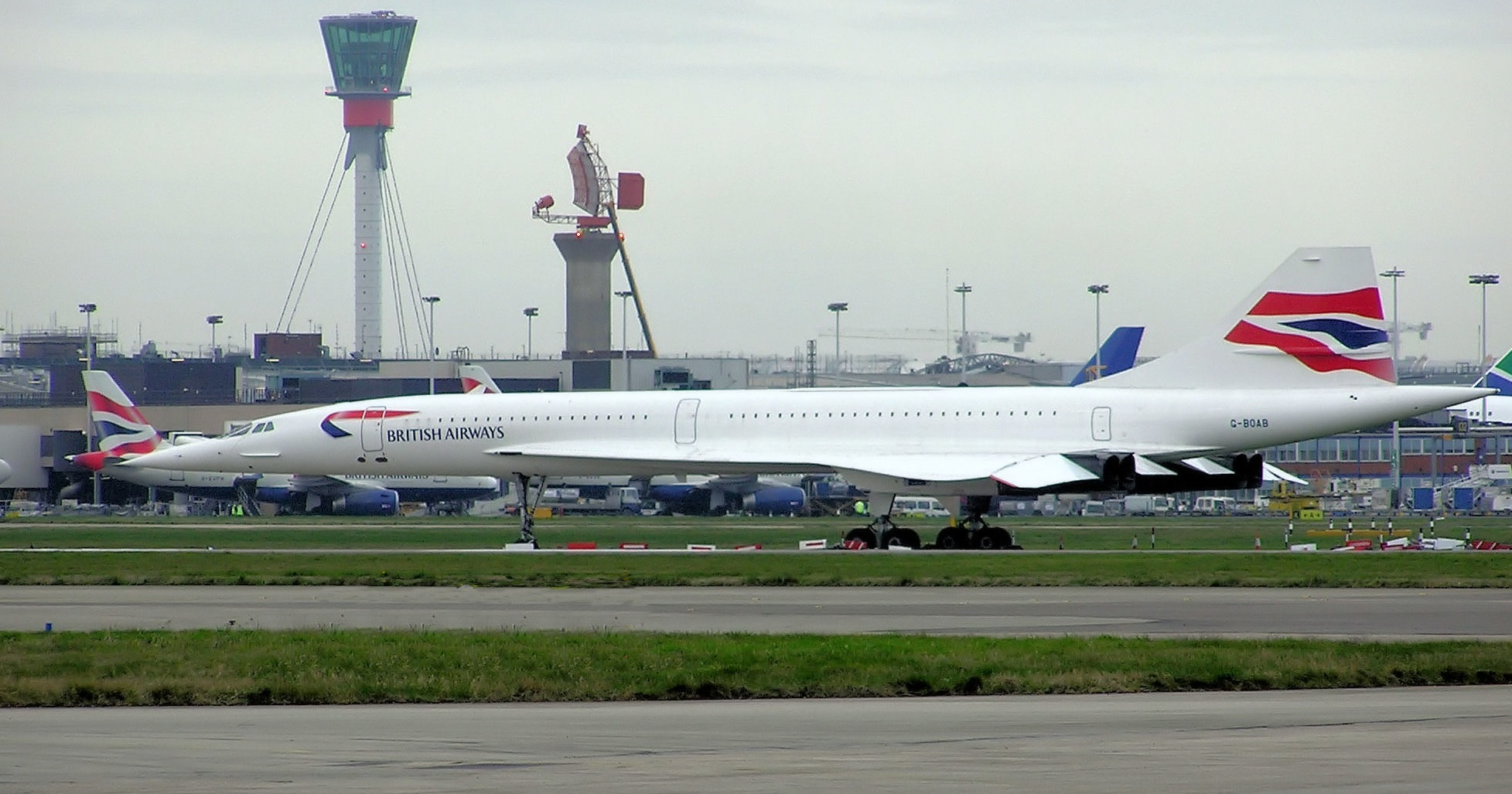
BAC-Aérospatiale Concorde рег.№ G-BOAB на стоянке в Хитроу после завершения полётов самолётов этого типа. Этот самолёт находился в воздухе 22 296 часов с первого рейса в 1976 до окончания полётов в 2000.

Большинство разработок перешли к BAC от других компаний, сформировавших его. BAC не изменяла наименования ранее созданных компаниями конструкций, например авиалайнер VC10 так и остался Vickers VC10. Вместо этого компания добавляла собственное наименование в маркетинговые проекты, так в рекламе VC10 имелось название «Vickers-Armstrongs (Aircraft) Limited, дочернее предприятие British Aircraft Corporation». Первой моделью, носившей аббревиатуру BAC, стал в 1961 году авиалайнер BAC 1-11 (BAC One-Eleven), разработанный Hunting Aircraft. Bristol работала над проектом сверхзвукового пассажирского самолета Bristol 223, который в конечном итоге был объединен с аналогичной программой французской компании Sud Aviation (позднее Aérospatiale, сегодня — Airbus) для совместной реализации англо-французской программы Concorde. Первые контракты на поставку Concorde были подписаны с Air France и BOAC в сентябре 1972 года.
В 1963 году BAC приобрела ранее самостоятельные подразделения по управляемым вооружениям компаний English Electric и Bristol для формирования нового дочернего предприятия — British Aircraft Corporation (Guided Weapons). Компания lдостигла определенного успеха как разработчик ракет Rapier, Sea Skua и Sea Wolf. BAC в конечном итоге расширила это подразделение, включив в него отделения по электронике и космическим системам и установив партнерские отношения с Hughes Aircraft в 1966 году, которые стали впоследствии весьма плодотворными. Hughes выполняла многие крупные контракты для BAC, в том числе разработку и изготовление подсистем спутников Intelsat.
Прекращение работ по проекту TSR-2 в апреле 1965 года было серьёзным ударом для новой компании. После успешных полётов первого прототипа этого самолета — XR219 — политическое давление заставило компанию прекратить разработку, а оставшиеся планеры (за исключением двух) и большая часть вспомогательного оборудования и документации были уничтожены. Учитывая многочисленные отмены государственных контрактов, случавшиеся в течение 1960-х годов, проект BAC 1-11, начатый как частное предприятие, возможно, спас компанию.
В мае 1966 года BAC и Breguet Aviation сформировали совместное предприятие SEPECAT для управления программой разработки ударного истребителя Jaguar. Первый из восьми прототипов совершил первый полёт 8 сентября 1968 года, а ввод самолёта в эксплуатацию в ВВС Франции был завершён к 1973 году, когда Breguet уже стала частью Dassault Aviation.
Также в 1966 году Rolls-Royce приобрела у BAC подразделение Bristol Aeroplane и интегрировала его в свое подразделение Bristol Siddeley Engines. При этом Rolls-Royce заявила, что не имеет заинтересованности в акционерном капитале BAC, хотя позднее, в 1971 году, когда Rolls-Royce была объявлена банкротом, компания отказалась от продажи своей доли акций. 20% её акций были в итоге приобретены Vickers и GEC, которая ранее в 1968 году приобрела English Electric.
В 1967 году британские, французские и немецкие власти договорились о запуске проекта трёхсотместного широкофюзеляжного самолета, получившего позднее название Airbus A300. BAC высказывалась против этого предложения, в пользу своего проекта BAC Three-Eleven, задуманного как большой широкофюзеляжный авиалайнер, аналогичный Airbus A300, Douglas DC-10 и Lockheed L-1011 TriStar. Подобно BAC One-Eleven, проект предусматривал установку двух турбовентиляторных двигателя Rolls-Royce в хвостовой части. Британская национальная авиакомпания BEA хотела заказать самолёты этого типа, но из-за вмешательства правительства сделка не была осуществлена в пользу Airbus. BAC было отказано в финансировании разработки.

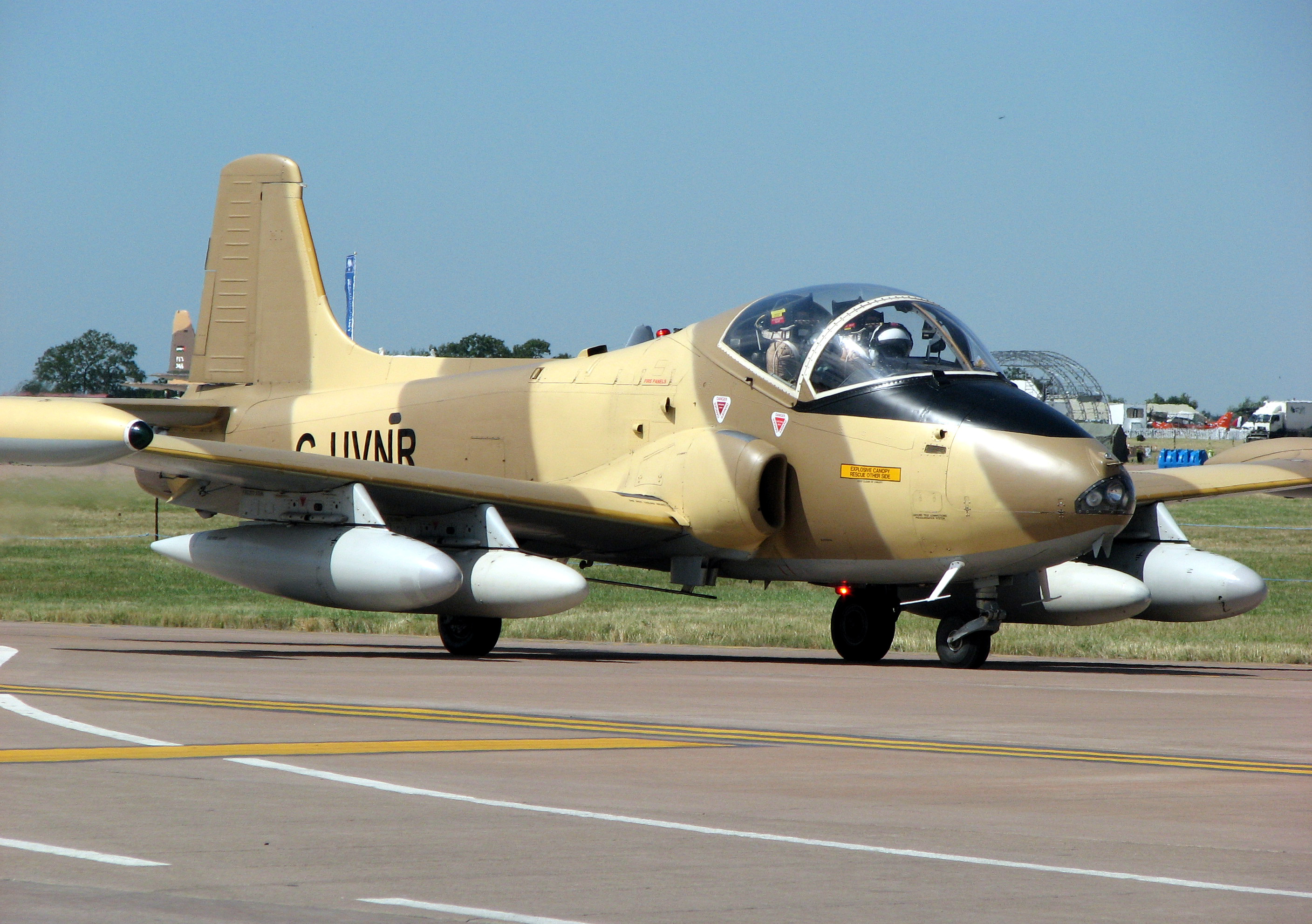
Учебно-боевой штурмовик BAC 167 Strikemaster.

### Саудовская Аравия
В начале 1960-х годов правительство Саудовской Аравии объявило о своем намерении начать широкомасштабную программу оборонных закупок, включая замену находящихся на вооружении боевых самолётов и создание передовых систем ПВО и связи. Первоначально казалось, что контракт однозначно получат американские компании, однако предпочтения Королевских ВВС Саудовской Аравии по реализации своих потребностей были отданы британской авиации и оборудованию.
К 1964 году BAC продемонстрировали в Эр-Рияде полеты своих «Лайтнингов», а в 1965 году, Саудовская Аравия подписала письмо о намерениях по закупке истребителей «Лайтнинг», учебно-боевых штурмовиков «Страйкмастер», а также зенитных ракет «Тандербёрд». Основной контракт был подписан в 1966 году на поставку 40 «Лайтнингов» и 25 (в конечном итоге 40) «Страйкмастеров». В 1973 году правительство Саудовской Аравии подписало соглашение с правительством Великобритании, которое определило BAC в качестве подрядчика по всем компонентам поставляемых оборонительных систем (с AEI (англ. Associated Electrical Industries) контракт на поставку радиолокационного оборудования был заключен ранее, а Airwork Services (англ. Airwork Services) обеспечивала сопровождение в процессе эксплуатации и обучение). Общее финансирование по линии Королевских ВВС Саудовской Аравии превышало 1 млрд. фунтов стерлингов.
BAC, как и её преемники British Aerospace, с контрактами «Аль-Ямама» (англ. Al Yamamah) и BAE Systems, с заказом 2006 года на поставку 72 многоцелевых истребителей Eurofighter Typhoon, получила значительную прибыль многомиллионных контрактов на поставку вооружений в Саудовскую Аравию.

### Спекуляции вокруг слияния
На протяжении большей части своей истории BAC была предметом слухов и спекуляций о том, что она будет объединена с Hawker Siddeley Aviation (HSA). В сентябре 1966 года Министр авиации объявил в Палате общин, что:
«…Правительство пришло к выводу, что национальные интересы будут соблюдены наилучшим образом, в случае слияния авиастроительного бизнеса BAC и Hawker Siddeley в одну компанию.»
Правительство рассчитывало приобрести капитал BAC и объединить её с Hawker Siddeley. Владение BAC, таким образом, давало бы правительству миноритарный пакет акций в объединенной компании. Хотя акционеры BAC были готовы продать свои доли по разумной цене, правительство в своих предложениях, по их мнению, недооценивало стоимость компаний. Однако успех на рынке лайнера BAC 1-11 и военные поставки в Саудовскую Аравию сделали перспективу продажи «материнскими» компаниями акций BAC менее вероятной. Так, в декабре 1967 года Министр технологий Тони Бенн, вновь заявляя о своем желании видеть объединённые BAC и HSA, признавал, что это пока не представляется возможным.

### Tornado

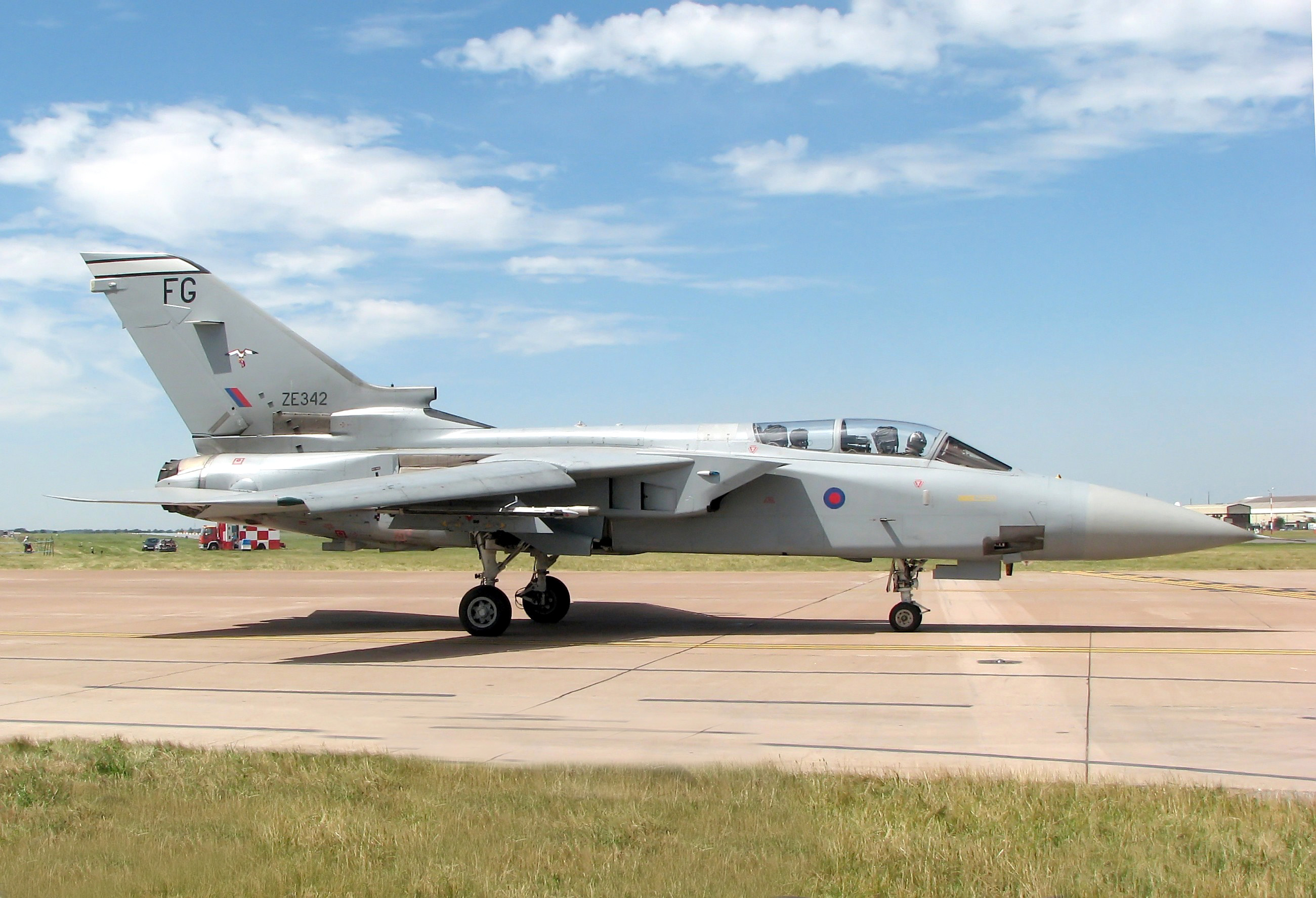
Panavia Tornado F3 Королевских ВВС (известен как Tornado ADV) выруливает на взлёт.

В июне 1967 года англо-французский проект разработки ударного самолёта с изменяемой геометрией крыла AFVG (англ. Anglo French Variable Geometry aircraft)  был отменён по причине выхода из него французской стороны. Великобритания обратилась к национальному проекту UKVG (англ. UK Variable Geometry), по которому BAC Уортон (англ. Warton Aerodrome) получила контракт на разработку от Министерства технологии (англ. Ministry of Technology). Эти работы, в конце концов, стали известны как программа «BAC Advanced Combat Aircraft». В 1968 году Великобритании было предложено присоединиться к Канаде и консорциуму F-104 (в него входили Германия, Италия, Бельгия и Нидерланды), которые хотели заменить эксплуатируемые ими типы самолетов на самолёт унифицированной конструкции, впоследствии названный как «многоцелевой боевой самолёт» MRCA (англ. Multi Role Combat Aircraft).
26 марта 1969 года, компаниями BAC, MBB, Fiat и Fokker была образована Panavia Aircraft GmbH (англ. Panavia Aircraft GmbH). В мае того же года был начат этап «project definition phase» (рус. этап подготовки проекта), завершённый в начале 1970 года. Результатом этапа стали предложения по двум вариантам самолета: одноместному Panavia 100 и двухместному Panavia 200. Королевские ВВС высказались за двухместный вариант, такую же позицию заняла Германия после первоначального энтузиазма по поводу одноместного варианта.
В сентябре 1971 года правительства Великобритании, Италии и Германии подписали Протокол о намерениях с Panavia Aircraft GmbH. 30 октября 1974 года первый британский прототип (второй лётный образец) взлетел с аэродрома Уортон, принадлежавшего BAC. Три правительства подписали контракт на производство установочной партии самолётов 29 июля 1976 года. BAC, а затем и British Aerospace (BAe) поставила Королевским ВВС 228 Tornado GR1 и 152 Tornado F3.

### Национализация
Подобно BAC, Hawker Siddeley Group была расширена путём слияния, при этом разработка и производство двигателей были сосредоточены в Rolls-Royce и в новообразованной компании Bristol-Siddeley Engines, а разработка вертолётов была передана Westland Helicopters.
29 апреля 1977 года BAC, группа компаний Hawker Siddeley и Scottish Aviation были национализированы и объединены в соответствии с положениями «закона об Авиационной и Судостроительной промышленности» (англ. Aircraft and Shipbuilding Industries Act). Объединенная компания получила название British Aerospace (BAe).

## Продукция
Изделия компании, как правило, имеют аббревиатуру «BAC» в своём наименовании:

### Самолёты
- BAC 1-11 (One-Eleven)
- BAC Three-Eleven и BAC Two-Eleven (англ. BAC Two-Eleven and Three-Eleven)
- BAC BAC 221 (англ. Fairey Delta 2)
- BAC 167 Strikemaster (англ. BAC Strikemaster)
- BAC / Aérospatiale Concorde
- BAC TSR-2 (англ. BAC TSR-2)
- BAC / Bristol 188
- BAC / Bristol Britannia
- BAC / English Electric Canberra
- BAC / English Electric Lightning
- BAC / Hunting H.126 (англ. Hunting H.126)
- BAC / Hunting Jet Provost (англ. Hunting Jet Provost)
- BAC / Vickers VC10
- BAC / Vickers Viscount
- BAC / Vickers Vanguard
- Panavia Tornado
- Panavia Tornado ADV
- SEPECAT Jaguar

### Ракеты
- BAC Rapier
- BAC Sea Skua
- BAC Sea Wolf
- BAC Swingfire

Также BAC продолжила начатую ранее другими компаниями разработку ракет Bloodhound и Thunderbird.

### Космические аппараты
- Ariel 4 (англ. Ariel 4)
- Prospero X-3

### Пилотируемые космические аппараты
- MUSTARD (англ. MUSTARD)